# Glipostenoda kawasakii (Nomura, 1967)
Glipostenoda kawasakii là một loài bọ cánh cứng trong họ Mordellidae. Loài này được Nomura miêu tả khoa học năm 1967.